# Alaincourt (Haute-Saône)
Alaincourt é uma comuna francesa na região administrativa de Borgonha-Franco-Condado, no departamento de Alto Sona. Estende-se por uma área de 5,83 km². Em 2010 a comuna tinha 109 habitantes (densidade: 18,7 hab./km²).